# Turdus pallidus
Turdus pallidus là một loài chim trong họ Turdidae.